# Striatacanthus
Striatacanthus is een geslacht van vliesvleugeligen uit de familie Pteromalidae. De wetenschappelijke naam van dit geslacht is voor het eerst geldig gepubliceerd in 2003 door Gibson.

## Soorten
Het geslacht Striatacanthus omvat de volgende soorten:
- Striatacanthus abruptus Gibson, 2003
- Striatacanthus arcuatus Gibson, 2003